# Zemsta frajerów w raju
Zemsta Frajerów w raju (ang. Revenge of the Nerds II: Nerds in Paradise) – kontynuacja filmu Zemsta frajerów.

## Fabuła
Film opowiada o nieudacznikach zwanych frajerami, którzy znajdują się w bractwie Lambda-Lambda-Lambda. Członkowie bractwa AlfaBeta chcą ich się pozbyć.

## Obsada
| Aktor                 | Rola           |
| --------------------- | -------------- |
| Ed Lauter             | Buzz           |
| Larry B. Scott        | Lamar          |
| Bradley Whitford      | Roger          |
| Timothy Busfield      | Poindexter     |
| Courtney Thorne-Smith | Sunny          |
| Curtis Armstrong      | Booger         |
| Donald Gibb           | Ogre           |
| Robert Carradine      | Lewis          |
| Andrew Cassese        | Wormser        |
| Barry Sobel           | Stewart        |
| Anthony Edwards       | Gilbert Lowell |
| Carmen Thomas         | Cute Coed      |